# Risto Heikki Ryti

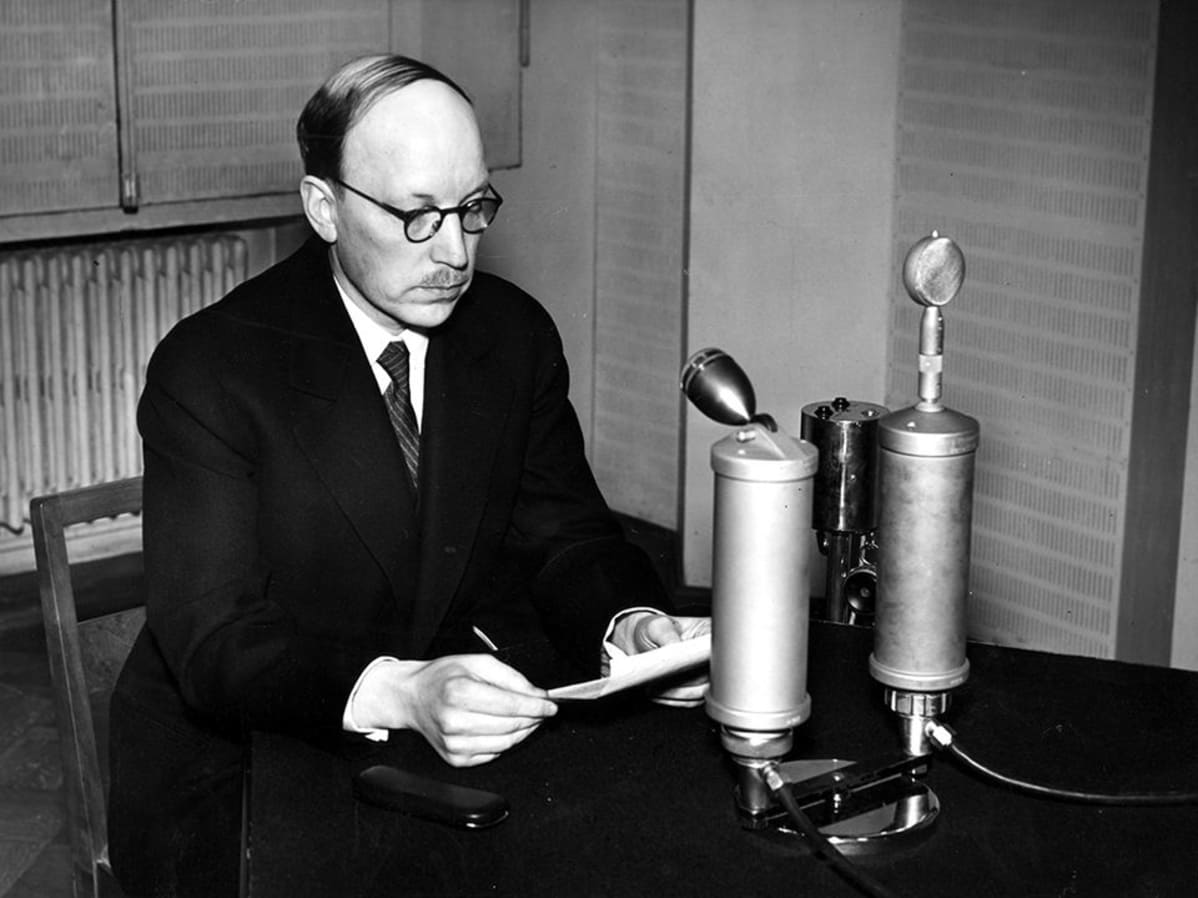
Ryti in 1941.

Risto Heikki Ryti (Huittinen, 3 februari 1889 – Helsinki, 25 oktober 1956) was een Fins staatsman en financier.
Hij studeerde vanaf 1906 rechten te Helsinki om vervolgens in zijn geboortestreek als advocaat voor onder andere de rijke zakenman Alfred Kordelin te werken. In 1914 vertrok Ryti met zijn vriend Eric Serlachius naar Oxford om er maritiem recht te gaan studeren. Vanwege het uitbreken van de Eerste Wereldoorlog keert hij noodgedwongen terug naar Finland. In 1916 trouwde Ryti met Gerda Serlachius, de zus van Eric. Na de Finse onafhankelijkheidsverklaring had hij een succesvolle carrière in het bedrijf van Alfred Kordelin, tot deze door een bolsjewiek voor de ogen van Ryti en zijn vrouw werd doodgeschoten.
Gedurende de burgeroorlog in 1918 dook Ryti in het door communisten beheerste Helsinki met zijn familie onder. In 1919 werd hij voor de liberale Nationale Progressieve Partij (Kansallinen Edistyspuolue) tot het op een na jongste lid van het parlement verkozen om vervolgens van 1921 tot 1922 en in een tweede regering van 1922 tot 1924 tot minister van financiën te worden benoemd. Hij werd in 1927 voor de derde maal in het parlement verkozen. Van 1923 tot 1940 en wederom van 1944 to 1945 werd hij benoemd tot voorzitter van de raad van bestuur van de Bank van Finland.
Vanaf 1 december 1939 was Ryti premier om vervolgens op 19 december 1940 verkozen te worden tot president nadat zijn voorganger Kyösti Kallio ziek was geworden (dit viel tevens samen met het begin van de winteroorlog). 
In februari 1943 werd hij herkozen als president nadat Carl Gustaf Mannerheim er ondanks druk van Finse politieke stromingen en de Verenigde Staten van af zag om zich kandidaat te stellen. In 1944 trad hij af na het Von Ribbentropakkoord waarin hij persoonlijk aan nazi-Duitsland beloofde nooit een vredesakkoord te sluiten met de Sovjet-Unie om zodoende broodnodige steun (voedsel en wapens) te krijgen. Vervolgens sloot de nieuwe president Mannerheim vrede met de Sovjet-Unie.
Onder druk van zowel de Sovjet-Unie als de Finse communisten werd hij in 1946 tot tien jaar gevangenisstraf veroordeeld als oorlogsmisdadiger om vervolgens in 1949 om gezondheidsredenen vrijgelaten te worden.
Kaarlo Juho Ståhlberg · Lauri Kristian Relander · Pehr Evind Svinhufvud · Kyösti Kallio · Risto Ryti · Carl Gustaf Mannerheim · Juho Kusti Paasikivi · Urho Kekkonen · Mauno Koivisto · Martti Ahtisaari · Tarja Halonen · Sauli Niinistö
- Bibliothèque nationale de France: cb15591257b (data)
- Gemeinsame Normdatei: 119265990
- International Standard Name Identifier: 0000 0000 5394 7346
- Library of Congress Control Number: n79139031
- Nationale Bibliotheek van Letland: 000187092
- Nationale Bibliotheek van Israël: 987007428356405171
- Nederlandse Thesaurus van Auteursnamen: 217421784
- LIBRIS: 235605
- Système universitaire de documentation: 050569953
- Virtual International Authority File: 74659300
- WorldCat: E39PBJfCCr3dCKwWfxmdmRcMfq